# スコット・プランク
スコット・プランク（Scott Plank、1958年11月11日 - 2002年10月24日）はアメリカ合衆国の俳優、ダンサー。

## 略歴
1958年11月11日、ワシントンD.C.に生まれる。
フロリダ州フォートローダーデールのストラナハン高校を卒業したあと、ノースカロライナ大学芸術学部で演技とダンスを学んだ。
映画やテレビドラマに多数出演し、「メルローズ・プレイス」のニック・リアドン役、「メイド・イン・L.A.」のヴィンセント・ハナ刑事役などで知られる。
1981年にブロードウェイ公演が始まった「ドリームガールズ」のオリジナルキャストに選ばれ、4年間に渡って出演した。「コーラスライン」には1975年から1990年まで全米ツアーも含め15年間参加した。リチャード・アッテンボロー監督の映画「コーラスライン」(1985)にも出演している。
1993年のシャナイア・トゥエイン ”Dance with the One That Brought You”のミュージックビデオ(監督ショーン・ペン)の中でシャナイアの夫を演じている。
2002年10月21日、ロサンゼルスで交通事故を起こし重傷を負い、3日後に死亡した。43歳だった。

## フィルモグラフィ

### 映画
| 年   | タイトル                                                    | 役割                   | 筆記               |
| ---- | ----------------------------------------------------------- | ---------------------- | ------------------ |
| 1985 | コーラスライン A Chorus Line                                | ダンサー               |                    |
| 1986 | The Princess and the Call Girl                              | Stanley                |                    |
| 1988 | シェリフにご用心！ Desert Rats                              | ジョシュア・ボディーン |                    |
| 1988 | ダンス・パーティ '65The In Crowd                            | デュガン               |                    |
| 1989 | ベルーシ/ブルースの消えた夜 Wired                           | ハーブ・アクセルソン   |                    |
| 1989 | メイド・イン L.A. L.A.Takedown                              | ヴィンセント・ハナ刑事 | テレビ映画         |
| 1990 | Panama Sugar                                                | Panama                 |                    |
| 1991 | ワン・カップ・オブ・コーヒー Pastime                        | ランディ・キーヴァー   |                    |
| 1992 | ミスター・ベースボール Mr. Baseball                         | ライアン・ウォード     |                    |
| 1993 | シャナイア・トゥエイン”Dance with the One That Brought You” | Young Beau             | ミュージックビデオ |
| 1993 | Without Warning: Terror in the Towers                       | Gary Geidel            | テレビ映画         |
| 1993 | Dying to Remember                                           | Jeff Alberts           | テレビ映画         |
| 1994 | セインツ&シナーズ／運命のふたり Saints and Sinners          | ビッグ・ボーイズ       |                    |
| 1995 | 第一目撃者 Without Evidence                                 | ケヴィン・フランケ     |                    |
| 1996 | マーシャル・ロウ Marshal Law                                | ランドール・ネルソン   |                    |
| 1996 | アメリカン・バイオレンス American Strays                    | ソニー                 |                    |
| 1996 | コールガール／甘い罠 Co-ed Call Girl                        | ロン・タンブリン       | テレビ映画         |
| 1997 | Moonbase                                                    | John Russell           |                    |
| 1999 | 不時着 Three Secrets                                        | ジル                   | テレビ映画         |
| 2001 | キラー・アーティスト 氷の死体 The Flying Dutchman           | イーサン               | テレビ映画         |
| 2003 | 穴/HOLES Holes                                              | トラウト・ウォーカー   | (死後にリリース）  |
| 2005 | Guns Before Butter                                          | Teddy                  | (死後にリリース）  |

### テレビドラマ
| 年        | タイトル                                        | 役割                             | 筆記                         |
| --------- | ----------------------------------------------- | -------------------------------- | ---------------------------- |
| 1983−1984 | The Guiding Light                               | Ace                              | テレビシリーズの1エピソード  |
| 1987      | 特捜刑事マイアミ・バイス Miami Vice             | グレン・マッキンタイア刑事       | テレビシリーズの1エピソード  |
| 1989      | B.L.ストライカー B.L. Stryker                   | ハロルド・ライケン3世            | テレビシリーズの1エピソード  |
| 1991      | Sons and Daughters                              | Gary Hammersmith                 | テレビシリーズの10エピソード |
| 1992-1995 | 官能のダイアリー Red Shoe Diaries               | ニック/ ザック                   | テレビシリーズの2エピソード  |
| 1993      | Dark Justice                                    | Parker Drake                     | テレビシリーズの1エピソード  |
| 1994      | ジェシカおばさんの事件簿 Murder, She Wrote      | バズ・バークレイ                 | テレビシリーズの1エピソード  |
| 1994      | 炎のテキサスレンジャー Walker, Texas Ranger     | バージル・エンダーズ             | テレビシリーズの1エピソード  |
| 1995-1997 | Flipper                                         | Carl Grimes                      | テレビシリーズの1エピソード  |
| 1995      | The Marshal                                     | Fett                             | テレビシリーズの1エピソード  |
| 1996      | Pacific Blue                                    | Tim Wakefield                    | テレビシリーズの1エピソード  |
| 1997      | The Big Easy                                    | Tony Covinton                    | テレビシリーズの1エピソード  |
| 1997–1998 | メルローズ・プレイス Melrose Place              | ニック・リアドン                 | テレビシリーズの12エピソード |
| 1998-1999 | 特務指令エア･アメリカ Air America               | ワイリー・フェレル               | テレビシリーズのレギュラー   |
| 1999      | チャームド 〜魔女3姉妹〜 Charmed                | エリック・ローマン               | テレビシリーズの1エピソード  |
| 1999      | ER緊急救命室 ER                                 | クリス・ヒューネッグス           | テレビシリーズの1エピソード  |
| 1999      | Safe Harbor                                     | 麻薬ディーラー                   | テレビシリーズの1エピソード  |
| 2000–2001 | ベイウォッチ Baywatch                           | サム・パークス                   | テレビシリーズの4エピソード  |
| 2001      | V.I.P. V.I.P.                                   | デックス・デッカー               | テレビシリーズの1エピソード  |
| 2001      | NYPDブルー NYPD Blue                            | ランディ・ベリーヒル             | テレビシリーズの1エピソード  |
| 2001-2003 | 5人の女刑事たち ザ・ディヴィジョン The Division | ジョン・エクスステッド・ジュニア | テレビシリーズの6エピソード  |
| 2002      | CSI：科学捜査班 CSI: Crime Scene Investigation  | エリック・ケヴリン               | テレビシリーズの1エピソード  |